# Cerapoda
A Cerapoda a madármedencéjűek (Ornithischia) rendjébe tartozó növényevő dinoszauruszok egyik kládja vagy alrendje. A Genasauria kládon belül a Thyreophora csoport testvértaxonjának tekintendők. Közös jellemzőjük az alsó fogaikon levő vastag zománc. A fogaikat a rágás egyenetlenül koptatta, így a fogsorukon éles tarajok alakultak ki, melyek lehetővé tették, hogy ezek az állatok más dinoszauruszoknál vastagabb növényi részeket hasítsanak le. Az Ornithopoda ('madárlábúak'), a Pachycephalosauria ('vastagfejű gyíkok') és a Ceratopsia ('szarv-arcúak') alrendágakra oszthatók fel, amik közül az utolsó kettő együtt alkotja a Marginocephalia ('rojtosfejűek') kládot, melynek tagjai a koponyájuk hátsó részén egy csontos peremet viselnek.

## Taxonómia
A bazális Cerapoda alrend, R. J. Butler, 2005-ös műve alapján:
- Cerapoda alrend
  - Stormbergia
  - Agilisaurus
  - Hexinlusaurus
  - Ornithopoda alrendág
    - Hypsilophodontidae* család
    - Hadrosauridae család – (kacsacsőrű dinoszauruszok)

  - Heterodontosauridae család
  - Pachycephalosauria alrendág
  - Ceratopsia alrendág – (szarvas dinoszauruszok)  (ha a mű igaz lenne akkor a dínók  majdnem összes növényevője ide tartozna)

## Fordítás
Ez a szócikk részben vagy egészben  a   Cerapoda című angol Wikipédia-szócikk ezen változatának fordításán alapul.  Az eredeti cikk szerkesztőit annak laptörténete sorolja fel. Ez a jelzés csupán a megfogalmazás eredetét és a szerzői jogokat jelzi, nem szolgál a cikkben szereplő információk forrásmegjelöléseként.